# فانتازيا (المغرب العربي)
الفانتازيا؛ وتسمى أيضًا الخيالة والباردية والتّبُوريدَة وصحاب البارود، وهو اسم يطلق على عروض فروسية، تحاكي هجمات عسكرية، تمارس في دول المغرب العربي، في مختلف مناطقها، العربية والأمازيغية والصحراوية، إضافة إلى بلدان أوروبية كفرنسا وبلجيكا، بين جالياتها المغاربية.
تمتد التسمية أيضًا لتُطلق على النوع الرياضي المرتبط بهذا الفن. تكمن رمزيتها في تجسيدها لتعلق شعوب المغرب العربي بالأحصنة والفروسية، التي تمثل رمزاً تاريخياً وتراثياً تتوارث الأجيال العناية به. يُستخدم في مشاهد الفانتازيا بعض ألعاب الخيل أو البارود من خلال تمثيليات لبعض الهجمات، يشنها فرسان على متن خيولهم المزينة، مطلقين لعيارات من البارود. وهي ذات شعبية واسعة لدى الجمهور، وتشكل الفرجة الرئيسية للمهرجانات الثقافية والفنية (المعروفة ب«الموسم» أو «الوعدة»)، التي تنظم في المناطق القروية المغاربية. وتتمتع بجاذبية قوية بسبب قدرتها على إبهار المشاهدين بفضل صبغة الغموض والأساطير التاريخية القديمة التي تجعلها تضفي تأثيرًا وسحرًا خاصين علي محبي تلك المشاهد.
كانت الفانتازيا ثابتاً فرجوياً، في الاحتفالات والأعياد الكبرى، مثل حفلات الزفاف والولادات والأعياد الدينية والمواسم الثقافية الفنية، ثم انحسرت تدريجيًا، في بعض المناطق المغاربية إلى الجانب السياحي الثقافي البحت. ما زالت الشعوب والقبائل المغاربية تحافظ قدر المستطاع على هذه العادة رغم المؤثرات الخارجية، أهمها العولمة، وهي تعتبر استحضارًا لملاحمها العسكرية التاريخية، ورمزًا للقوة والشجاعة والإقدام.
في السنوات الأخيرة، عرفت ألعاب الفروسية والتبوريدة، انتعاشه كبيرة في المنطقة المغاربية؛ بحيث ارتقت إلى صنف رياضي معتمد في المغرب، بمعايير فنية وتنافسية محددة، كما عرفت سنوات 2000، بروز العديد من المواسم والمهرجانات، ذات التغطية الإعلامية والشعبية الكبيرة، على غرار مهرجان الفرس في الجديدة، وعرفت امتداد هذا النوع الفرجوي، الذي كان حكرًا على الرجال، إلى النساء أيضًا، بظهور مجموعة من «السربات» النسوية النشيطة. وفي سنة 2021، أدرجت منظمة الأمم المتحدة للتربية والعلم والثقافة، المعروفة اختصارًا باليونسكو، التبوريدة المغربية ضمن اللائحة التمثيلية للتراث الثقافي غير المادي؛ وذلك خلال اجتماعات الدورة السادسة عشرة للجنة الحكومية الدولية لاتفاقية صون التراث الثقافي غير المادي للمنظمة الأممية.

## التأثيل

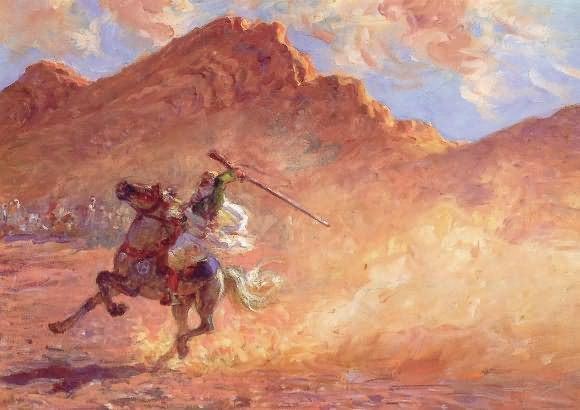
، لوحة للرسام الفرنسي ناصر الدين دينيه حوالي عام 1900م.

التسميات المغاربية لاستعراض الفروسية، أغلبها مشتق من الكلمة العربية «بارود»: تبوريدة، لعب البارود، الباردية، البارود. أما التسمية الأمازيغية لهذا الفن فهي تغزوت، ويستعمل أيضًا للدلالة على الفضاء المكاني للاستعراض (الذي يقابله «المحرك» في العربية الدارجة المغربية).
بخصوص النظريات المفسرة لأصل كلمة فنتازيا، التي ظهرت أولًا في اللغة الفرنسية، فالمرجح هو فرضية سوء الترجمة، في تفسير تحول مصطلحات لعب البارود، أو لعب الخيل، التي عرف بها هذا النوع الفرجوي، في المنطقة المغاربية، إلى مصطلح فانتازيا.
كلمة فانتازيا يونانية الأصل (باليونانية: φαντασία)، ثم انتقلت إلى اللغة اللاتينية المتأخرة والإيطالية لتدل على معنيي «مشهد متخيل» و«ملكة تصميم الصور». ويُشار إلى نفس المصطلح في اللغة الإسبانية (fantasía) للدلالة على الخيال وفي نفس الوقت تعني الغرور والغطرسة. والذي دخل أيضا إلى اللهجات المغاربية، ذات الروافد الأندلسية، للدلالة على «الجاه» و«المجد».
حسب نظرية مفسرة للفقيه اللغوي الفرنسي أندري لانلي، فالرسام الفرنسي أوجين ديلاكروا أطلق الاسم الحالي فانتازيا على استعراضات الفروسية خطًأ. وحسب لانلي، فمن الممكن أن دولاكروا قد يكون خلط بين مصطلحي خيال وخيّال (بمعنى الفارس). من الكتابات الأخرى للمصطلح، «Phantasia» واستعملها المستشرق الفرنسي بول، خلال زيارته للجزائر في سنة 1838، لوصف استعراضات فروسية غير مرتبطة بالمحاكاة العسكرية، تتمظهر في إغضاب الجياد والقيام باستعراضات قفز ورفس على صهوتها.

## التاريخ

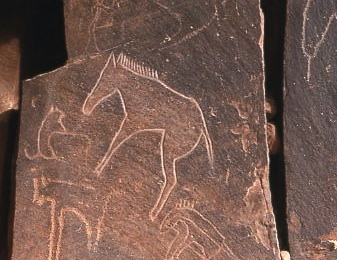
جرافيت يصور الخيل في عصور ما قبل التاريخ جنوب وهران، الجزائر.

الفانتازيا عريقة قدم العلاقة بين الخيل وشعوب شمال أفريقيا. تؤكد بقايا الهياكل العظمية للخيول الجزائرية (Equus Caballus algericus) المؤرخة بعصور ما قبل التاريخ بما يقرب من 40,000 سنة، والأحدث منها، المتمثلة في الرسوم الصخرية للأطلس الصحراوي التي يعود تاريخها إلى 9000 سنة قبل الميلاد، إلى تواجد قديم للحصان في المجال المغاربي، يعتبر أصل الحصان البربري (البَلْدي) المعاصر.
تميزت الأحصنة البربرية بسهولة قيادتها وبكونها طيعة وصبورة، وخصوصًا سريعة. كانت أساس فعالية الفرسان النوميديين، والذين اعتبروا أفضل فرسان العالم، خلال حقبة الحروب البونيقية، بفضل مهارتهم في تقنيات المناوشة العسكرية، عبر تتابع الهجمات والمرتدات والانسحابات السريعة. والتي تساعد عليها السلوكيات الحربية للحصان البربري. وهي نفس التقنية العسكرية، المعروفة في الثقافة العسكرية العربية بأسلوب «الكر والفر» ( أي الهجوم والتراجع في القتال)، حيث كانت الخيول تجري بأقصى سرعة في ساحة الحرب، تصاحبها صيحات الفرسان، وتنتهي الهجمة بإفراغ الفرسان لذخيرتهم، ليبدأ الكر والفر، وهكذا دواليك، إلى نهاية المعركة.

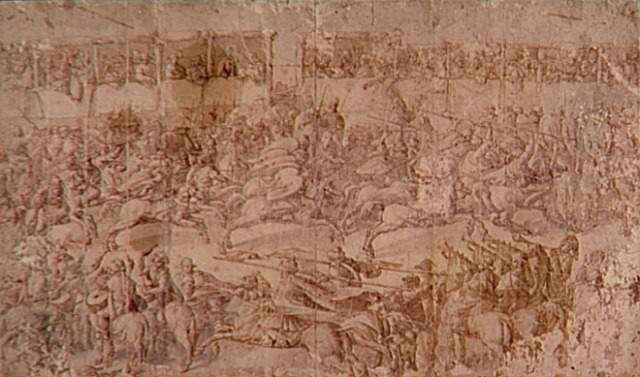
فانتازيا تونس لجان كورنليسث فرمين عام 1535 تقريباً.

هذا البعد العسكري هو الرافد الأساسي لرمزية الفانتازيا، التي تعتبر تجسيدًا للحرب، وتمتد أيضا إلى شعائر استعراض القوة والشجاعة، بل تصل رمزيتها أيضًا إلى البعد النفسي، باعتبارها استعارة رمزية للفحولة، حسب مراد يلاس شاوش، في كتابه الثقافات والتمازج في الجزائر. وتشكل تمظهرا فنيًا، مخففًا، للفن الحربي المرتبط بالتراث الفروسي العربي التركي الأمازيغي لأفريقيا الشمالية.

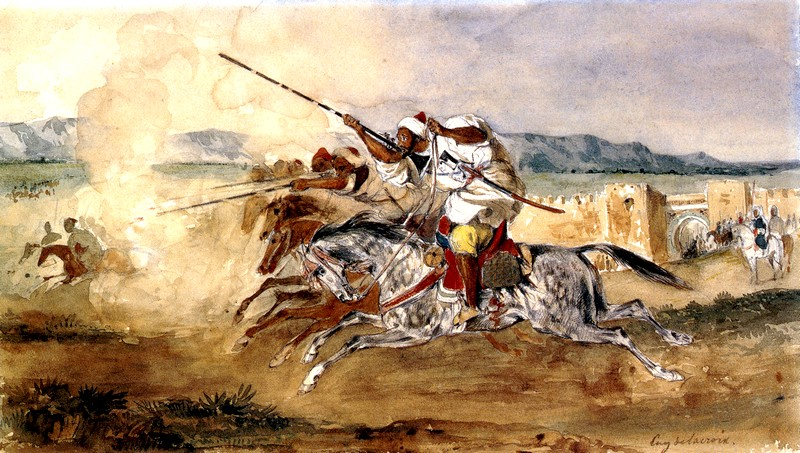
لوحة "فنتازيا أو لعب البارود، أمام باب مدخل مدينة مكناس"، أوجين دولاكروا، 1832.

عرف المغرب أولى استعراضات التبوريدة في القرن الخامس عشر، وكان تستعمل خلالها الأقواس والنبال، قبل أن تعوض ببنادق البارود، في القرن السادس عشر. كانت ذات وظيفة شبيهة بالاستعراضات العسكرية التي تنظمها الجيوش النظامية في الوقت المعاصر، وذات وظيفة تحميسية، لحث القبائل على الجهاد ومقاومة المحتل، وأيضًا لتخليد ذكرى الملاحم العسكرية المرتبطة بالذاكرة الجماعية للقبيلة؛ إن على المستوى القبلي المحلي، أو الوطني (مقاومة المحتل)، وهو ما يفسر المسرحة المعاصرة التي تقضي بإعلان أسماء القبائل، في بداية الاستعراض، في استحضار للوفود الملحمي لسربات القبائل على معسكرات الجيوش، واستعراضها لقوتها ونظامها، قبل أن تندمج في المعسكر. يتسدل على هذه السياقات الأصلية للاستعراض بالتراث الفني الشفهي (الموسيقي والشعري) الذي يصاحب التبوريدات المعاصرة، وخصوصا فن العيطة، والذي يسهب في وصف الأحداث التاريخية الأصلية على شاكلة ملاسنات قبيلتي دكالة وعبدة المستحضرة لصراعهما التاريخي حول موارد المياه، وبطولات الفارسة عائشة البحرية إبان مقاومتها للمحتل.
رغم كونها فنًا عربيًا تركيًا أمازيغًيا يرجع تاريخه إلى القرن السادس عشر الميلادي؛ امتد الشغف بفروسية البارود، كموضوع فني، إلى أوروبا، بفضل المستكشفين والمستشرقين الأوروبيين الذين زاروا شمال أفريقيا، وخصوصًا، منذ نهاية القرن الثامن عشر. كان أول تمثيل للفانتازيا في الفن التشكيلي، في القرن السادس عشر في أعمال الرسام الفلمنكي جان كورنليسث فرمين (1500-1559)، فانتازيا في تونس، ومبارزة عسكرية في تونس، التي رسمها، مواكبة لحملة الإمبراطور كارلوس الخامس على تونس في سنة 1535.
شهد القرن الثامن عشر نشر أول الأعمال المكتوبة الواصفة، لما سيصطلح عليه لاحقًا بالفانتازيا، وذلك عبر نصوص لويس دي تشينير في عام 1787، والراهب جان لوي بوار (1789)، وموسوعة المعارف البريطانية في عام 1797.
في 6 مارس 1832، وخلال مرافقته لتشارلز ادجار دي مورناي، خلال بعثة سفارة لدى سلطان المغرب، شهد أوجين ديلاكروا أول ألعاب فروسية بالبارود، في حياته، وذلك بمنطقة حد الغربية، قرب طنجة، أثناء اتجاههم إلى مكناس. وشهد «تبوريدات» أخرى في القصر الكبير ومكناس؛ دَون ديلاكروا ما شاهده في مذكراته الشخصية، كما يلي: «كان دخولنا إلى مكناس، عظيم البهاء، وبمتعة يتمنى أن يحسها المرء ولو لمرة واحدة في حياته. كل ما عرفه ذلك اليوم، لم يكن إلا مكملًا لما تهيأ لنا، على امتداد الرحلة. في كل مرة كنا نلتقي بالقبائل المسلحة، كانت تقوم باستعراضات بارود مذهلة، احتفالًا بمقدمنا».

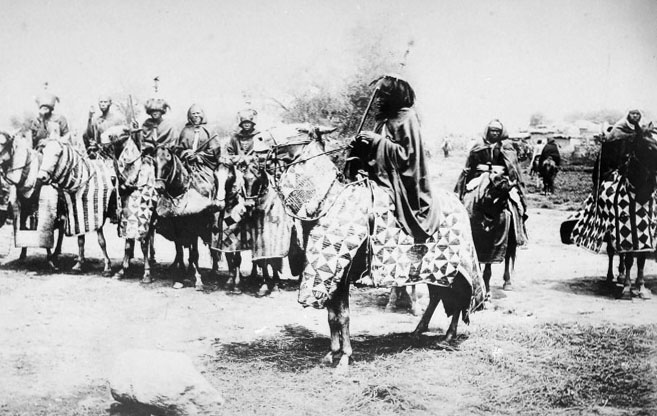
فرسان موندانج وهم في الفانتازيا، تشاد عام 1907.

غداة رجوعه لفرنسا، رسم ديلاكروا لوحة مائية (موجودة حاليًا في متحف اللوفر)، تصور الاستعراضات التي شهدها، وسماها فنتازيا أو لعب البارود، أمام باب مدخل مدينة مكناس. رسم بعدها ثلاث لوحات حول نفس الموضوع وهي: مناورات عسكرية للمغاربة أو فنتازيا مغربية (1832)، والمتواجدة حاليًا في متحف فابر في مونبلييه، وفانتازيا عربية (1833)، المحفوظة في متحف ستادل في فرانكفورت، وأخيرًا في عام 1847، فنتازيا المغربية، التي توجد حاليًا في متحف اوسكار رينهارت السويسري. ساهمت هذه اللوحات في تعميم استعمال فانتازيا للإشارة إلى لعب البارود.
كانت تلك الحقبة موسومة بشعبية موضوعات الاستشراق، ويستشهد على ذلك بمقولة فيكتور هوجو: «في زمن لويس الرابع عشر كنا هيلينيين، الآن نحن مستشرقون». وهو ما يفسر قيام العديد من الفنانين بتشكيل لوحات فانتازيا رائعة كالفرنسيين يوجين فرومانتان، وإيمي مورو، والهولندي ثيو فان ريسلبيرغ، وغيرهم.
علاوة على بلدان المغرب العربي، تمت معاينة ممارسة الفنتازيا، خلال القرن التاسع عشر في باقي أنحاء شمال أفريقيا، من مصر شرقًا إلى المغرب غربًا، ومن تونس شمالًا إلى السنغال وتشاد جنوبًا. ويبقى الأكثر إثارة هو وصولها إلى غاية كاليدونيا الجديدة، بفضل جزائريي المحيط الهادي، الذين هجرتهم فرنسا قسرًا في أواخر القرن التاسع عشر.
من أعظم الفانتازيات المؤرخة، تلك التي أقيمت على شرف نابليون الثالث، في 18 سبتمبر 1860، في ميزون كاري (الحراش حاليًا)، بالقرب من مدينة الجزائر، والتي قدر الفرسان المشاركون فيها بين ستة وعشرة آلاف فارس.

## المميزات والصفات

### الجانب الاحتفالي
ترتبط الفانتازيا تقليديًا بالمناسبات الاحتفالية، والتي تكون خلالها ألعاب البارود أقوى لحظاتها. تقام فروسية البارود خصوصًا في مناسبات تخليد ذكرى الأولياء، المعروفة بالمواسم (أو الوعدة)، والتي تقام خلالها ولائم كبرى تعرف بالزردة أو الطعام؛ إضافة إلى الأعياد الدينية كعيد الفطر وعيد المولد النبوي،، ناهيك عن حفلات الزواج (وخصوصًا خلال طقوس مرافقة العروس إلى منزلها الجديد)، وفي العقيقة، والحفلات الفخرية التي تحتفي بالحجاج، أو تلك التي تقام تكريمًا للأعيان.
في الوقت الحاضر، أصبح للفانتازيا بعد أقرب إلى السياحي، كتراث استعراضي فلكلوري؛ يستحضر تقليد الأسلاف الذي كانوا يبرزون به مواهبهم القتالية أيام الحرب، ومهارات القنص والصيد أيام السلم خلال العرض الفروسي، لا ينحسر الجانب الفرجوي فقط في المضمار، بل يمتد إلى محيط المتفرجين، الذي تؤثثه مجموعة من الفنون الغنائية والشفهية، كالعيطة والطقطوقة الجبلية مثلًا في المغرب، والتي تتغنى بموضوعات البطولات التاريخية وبجمالية وأناقة الفرسان والجياد.

### المظهر

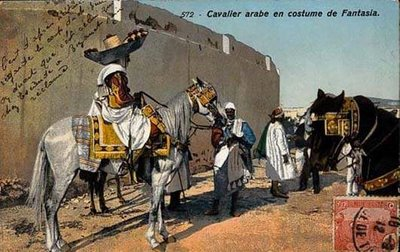
فارس عربي بزي الفانتازيا، تونس عام 1900.

نظرًا لأهميته في إضفاء أبهة وجمالية على الفرسان، يشكل المظهر إحدى المميزات الأساسية لفروسية البارود، بمختلف مكوناته: زي الفارس وعتاد الفرس وزينته، إضافة إلى تصميم السروج
باستثناء الزرقة التي تميز زي الفرسان الصحراويين، والجلابيب البنية المميزة لبواردية جبالة، فإن اللون الغالب على فرسان التبوريدة يكون أبيضًا، على مستوى الجوخ والسروال الفضفاض والعمامة (التي تكون طريقة لفها بصمة مظهرية للقبيلة)، إضافة إلى القميص ذي الياقة المتصلبة، المسمى «تشامير» في المغرب، والنعل (البلغة) الباذخة التصميم. أما الملحقات، فتتمثل في الحزام السميك، وغمد مزين، بداخله خنجر معقوف (يسمى بالكمية في المغرب)، وجراب جلدي محفوظة بداخله آيات قرآنية.
عتاد الفارس يتمثل في المقام الأول في بندقية البارود، المعروفة، مغاربيًا، بتسمية المكحلة وهي سلاح من العيار الصغير بماسورة طويلة جدًا، والتي تتميز بعقبها المنقوش وزخرفتها ونقوشها الملونة، وتطعيماتها الخارجية التي تكون بالعاج أو العظام أو عرق اللؤلؤ أو المعادن؛ إضافة إلى السيوف والخناجر.
عدة الحصان تكون عادة أفخم من زي الفارس، وغالبًا من الأنسجة النبيلة، فالسروج فتتمظهر فخامتها بأشكال مختلفة، مثل الجلد المغربي الأحمر، الذي يكون مطرزًا أو مزينًا بالطريقة الدمشقية، أو مطعمًا بالذهب، أو موشى بالحرير التونسي. أما الحزام الجلدي الذي يربط السرج إلى الفرس (حزام الدير أو الدايرة) فيكون مفصصًا بنسيج الساتان المطرز. أما الركاب فتكون غالبًا مغطاة بالفضة.
في بعض المناطق المغربية، توضع الحناء على غرة الفرس، درءًا للسوء، حسب المعتقد الشعبي.
الملحقات الأخرى لعدة الفرس، الوظيفية الأكثر منها جمالية هي العصابة الواقية لعيني الحصان من الغبار ودخان البارود، والمعروفة بالنشاشة، وتكون من قماش بأهداب مدلاة. أسفل السرج، توضع سجاجيد، لجعله وثيرًا أكثر (وتسمى اللبدة). ولتوفير التوازن والتحكم الجيد للفارس، يكون المقبض وظهر السرج الخشبيين (القربوس) مكسوين بالفرو.

### أطوار الاستعراض

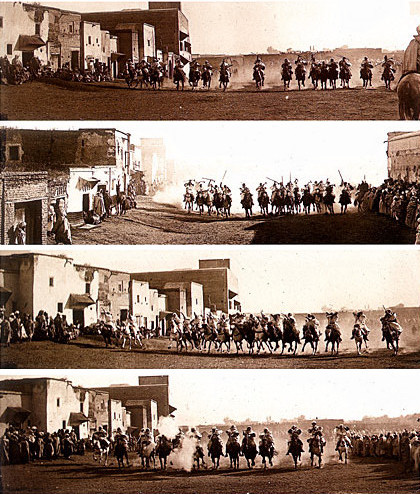
استعراض تبوريدة في المغرب، بعدسة غابرييل أنطوان فيغ في بداية القرن العشرين.

فروسية البارود (أو التبوريدة أو الفنتازيا) هي تجسيد مسرحي للأسلوب العسكري المعروف بالكر والفر، المتمثل في هجوم وانسحاب خاطفين للخيالة.
يجرى العرض الفروسي بتتابع المجموعات (السربات)؛ كل مجموعة تتكون في الغالب مما بين عشرة وعشرين فارسًا، تكون تحت إمرة المقدم، الذي يقوم بتنظيم وتحميس فرسانه. ينطلق الاستعراض باصطفاف الفرسان، على صهوة أحصنتهم الرابضة، وفق خط مستقيم في أقصى الحلبة. قبل كل انطلاقة يستعرض المقدم فرسانه، وتحيي السربة الحضور، ويستهل المقدم الاستعراض بإعلان اسم قبيلته بصوت عال، وخطاب تحميسي ملحمي يبرز فيه شجاعة رجاله. تنتصب بعد ذلك الخيول، دفعة واحدة، بأمر من الفرسان الذين يسيطرون عليها بيد واحدة، تتحكم في اللجام، تاركين الأخرى تقوم بحركات استعراضية للمكحلات (البنادق).
تنطلق الحركة (الهجمة)، وفق إيقاع متسارع، وعندما تصل السربة (الكتيبة) إلى منتصف الحلبة، التي تمتد على مسافة مائة متر تقريبًا، ينتصب الفرسان، دفعة واحدة، ليقبضوا على مكاحلهم بكلتا اليدين، راخيين الألجمة، ليطلقوا النار (البارود) في نفس الاتجاه ونفس اللحظة. اتجاه الإطلاق يمكن أن يكون للأمام أو الخلف أو الأعلى أو الأسفل، حسب المتغيرات الجهوية للتبوريدة. بمجرد إطلاق النار، تعود السربة إلى منطلقها، لتعاود الكرة أو لتفسح الحلبة لسربة أخرى.
تتنوع مستويات الاستعراض ودرجة تعقيدها، حسب المناطق، وحسب مهارة وخبرة الخيالة؛ وتتنوع بين رمي الأسلحة في الهواء، أثناء الركض، ثم التقاطها لاحقًا، مرورًا بانبطاح الفرسان أو انتصابهم واقفين فوق صهوة الجياد، بل يصل الاستعراض أيضًا، إلى الوقوف في وضعية معكوسة، يكون فيها رأس الفارس إلى الأسفل، كل هذا أثناء ذروة سرعة ركض الأحصنة.

### المتغيرات

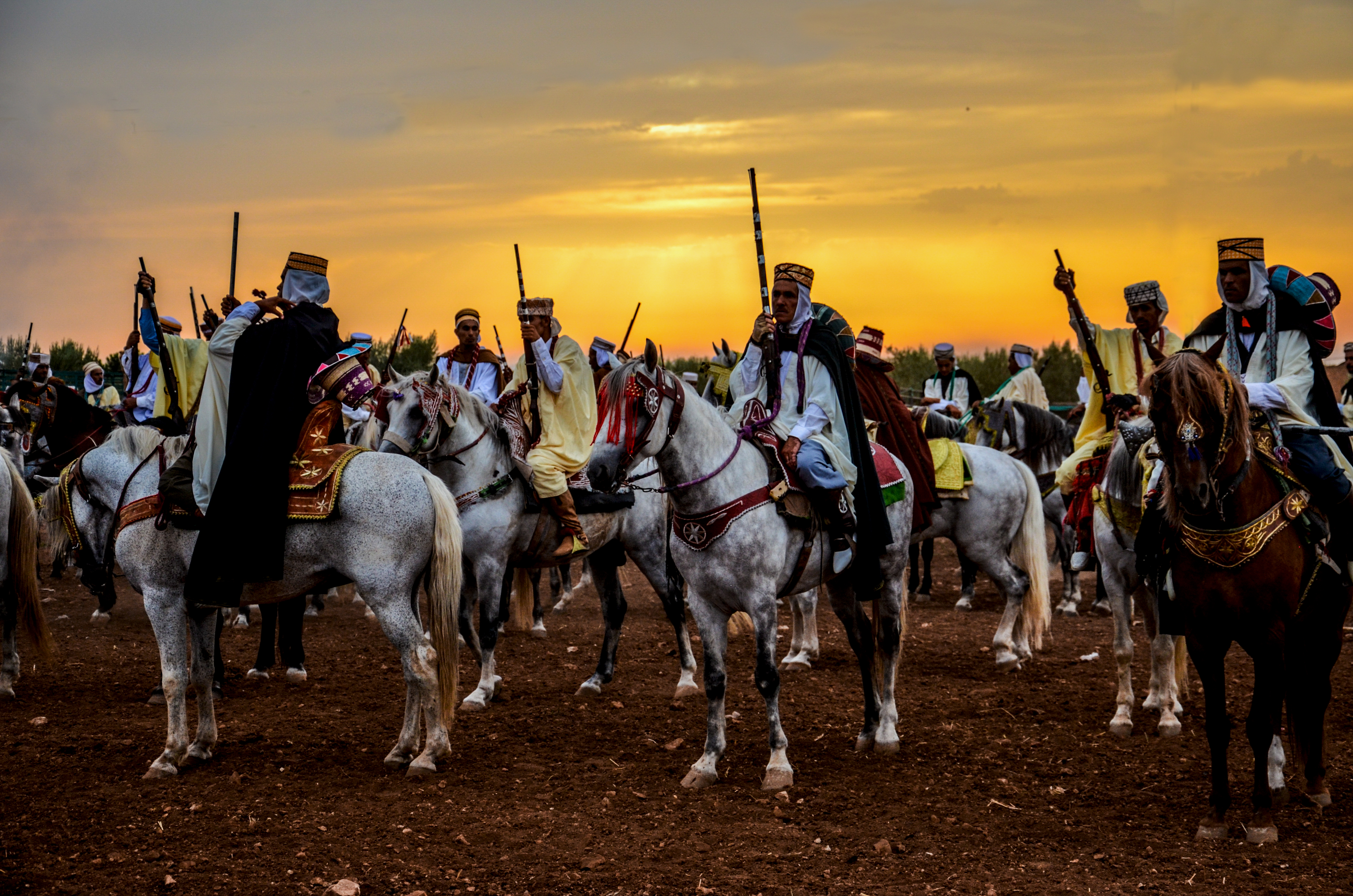
فانتازيا الجزائرية

علاوة على الفروقات الشكلية والمظهرية التي توجد بين منطقة وأخرى، لفروسية البارود تمظهرات أخرى في المنطقة المغاربية. فمنطقة مزاب الجزائرية، مثلًا، تتميز بصيغة كورغرافية ، تتمثل في استعراض وفق إيقاعات موسيقية تدفع الأحصنة لتقديم رقصات معينة، ويكون فيها الفرسان منتظمين خطيًا أو دائريًا.
أما في المغرب، تتميز قبائل آيت با عمران باستعمالها لإناث الأحصنة عوض ذكور الخيل، في استحضار رمزي لتقنية عسكرية استعملها أسلافهم، عندما كانت خيول العدو الذكور تشب بمجرد احتكاكها بالإناث.
أما في المجال الصحراوي المغاربي، فإطلاق النار يكون في اتجاه الأسفل، ويتميز أيضًا بمتغير استعمال الجمال، عوض الأحصنة. وتسمى هذه الصيغة من لعب البارود، بأسبرر في الأمازيغية الطوارقية.
في مناطق جبالة كتاونات وشفشاون، يمارس الاستعراض دون جياد، في صيغة كورغرافية يكون فيها المستعرضون راجلين.
بخصوص الصيغة النسائية، فما ميز فروسية البارود، عبر التاريخ، هو حصريتها على الرجال، إلا أن الذاكرة التاريخية سجلت تكسير هذا العرف في القرن التاسع عشر في قسنطينة الجزائرية. عرفت سنوات عقد 2000 عودة لاهتمام العنصر النسوي بتراث التبوريدة في المغرب، وتمثل في البداية بسربات مختلطة، قبل أن تظهر سربات حصريًا نسائية، كانت أولها في إقليم الجديدة، سنة 2003 (الجمعية الإسماعيلية لخيالة أولاد عمران).

### مخاطر الممارسة
تصاحب ممارسة فروسية البارود مخاطر شتى، سواًء بالنسبة للفرسان أو المتفرجين؛ فعلاوة على المخاطر الذاتية للفروسية، يمكن للاستعمالات السيئة للأسلحة وأخطاء التنسيق أن تؤدي إلى حوادث خطيرة، يؤجج حدوثيتها الحماس والانفعالات التي تصاحب الاستعراض.
من أهم الأحداث المأساوية المؤرخة، إصابة أحمد باي بن محمد الشريف، آخر بايات قسنطينة، بطلقة طائشة، انفلتت خلال فروسية بارود، أقيمت على شرفه سنة 1820، وأدت إلى إصابة بليغة في يده؛ وفي عام 1859، في قسنطينة، عرفت إحدى الاستعراضات سقطة مميتة لفارس شيخ، وإصابة فارسين آخرين، أحدهما بكسر في رجله، والآخر بجرح غائر في الرأس. وفي عام 1862 في تونس، تحول حفل زفاف إلى مأتم بعد أن انتهى لعب البارود، الذي أقيم على شرف عروسين، بحادث مميت للعريس.

## وضعها الحالي

### الجزائر

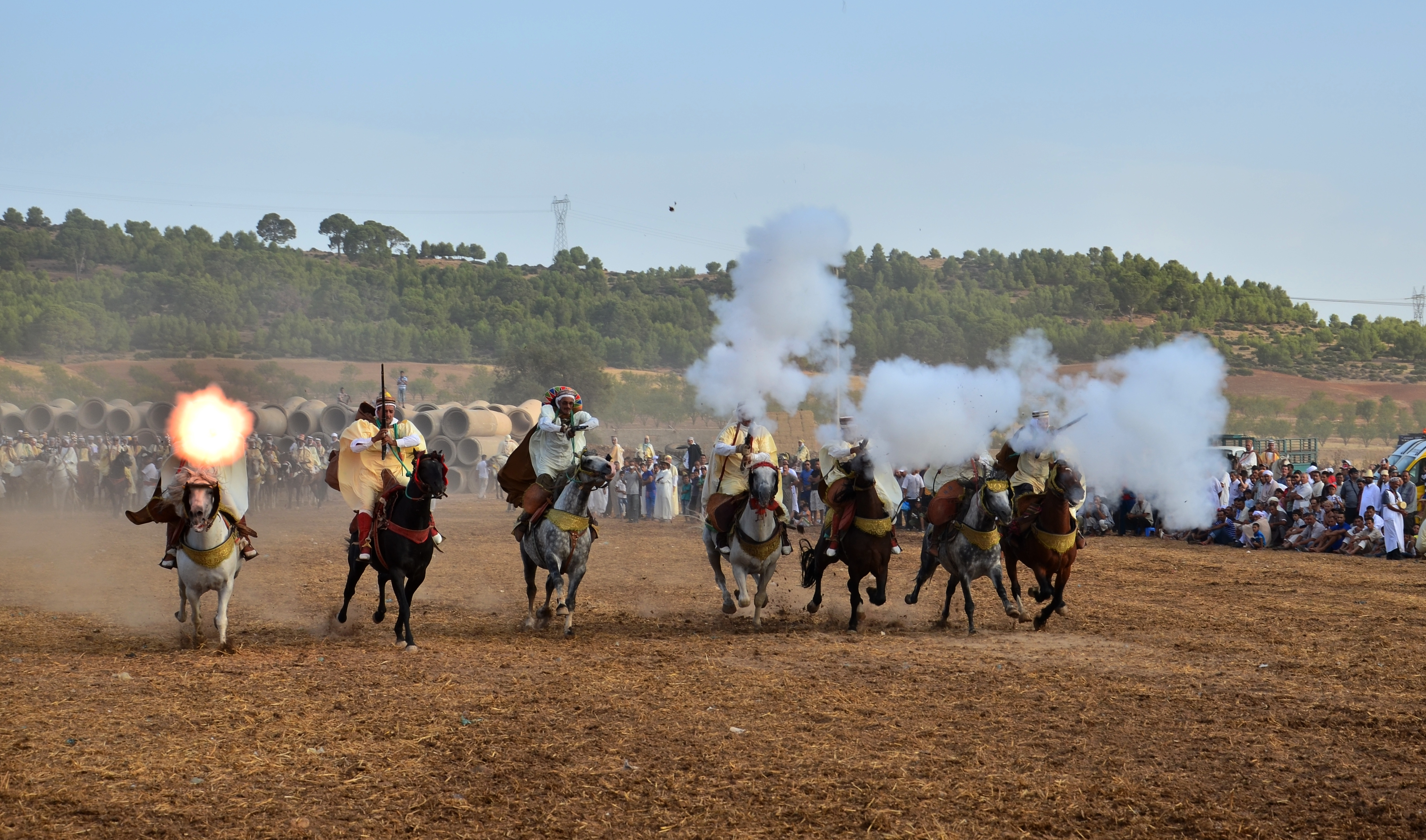
استعراض لعب البارود في سيدي بلعباس، الجزائر، 2014

تعرف ألعاب الفروسية التراثية في الجزائر بتسمية «لعب البارود»، وترجع عراقتها إلى أكثر من أربعة قرون، وتميزت عبر التاريخ بشعبية كبيرة وبجذبها لجماهير كبيرة، وكانت دومًا أهم دافع لممارسة الفروسية وتربية الأحصنة في الجزائر. عرفت الممارسة اندثارًا تدريجيًا من التجمعات الحضرية الكبرى، ومنطقة القبايل، لتنحسر تدريجيًا في فضاءات ريفية كالحضنة والأوراس والتيطري، وزاد في تقليص ممارستها تراكم عوامل ظرفية، كصعوبة التزود بالذخائر (بسبب الإكراهات الأمنية، خلال حقبة التسعينات)، وارتفاع تكاليف الأعلاف وغياب الدعم العمومي لتربية نوعي الحصان البربري والعربي البربري.
تعتبر الاتحادية الجزائرية للفروسية، الجهاز الوصي، على مسابقات لعب البارود في الجزائر، وتنضوي تحت لوائها 150 جمعية رياضية، موزعة على 26 رابطة جهوية.

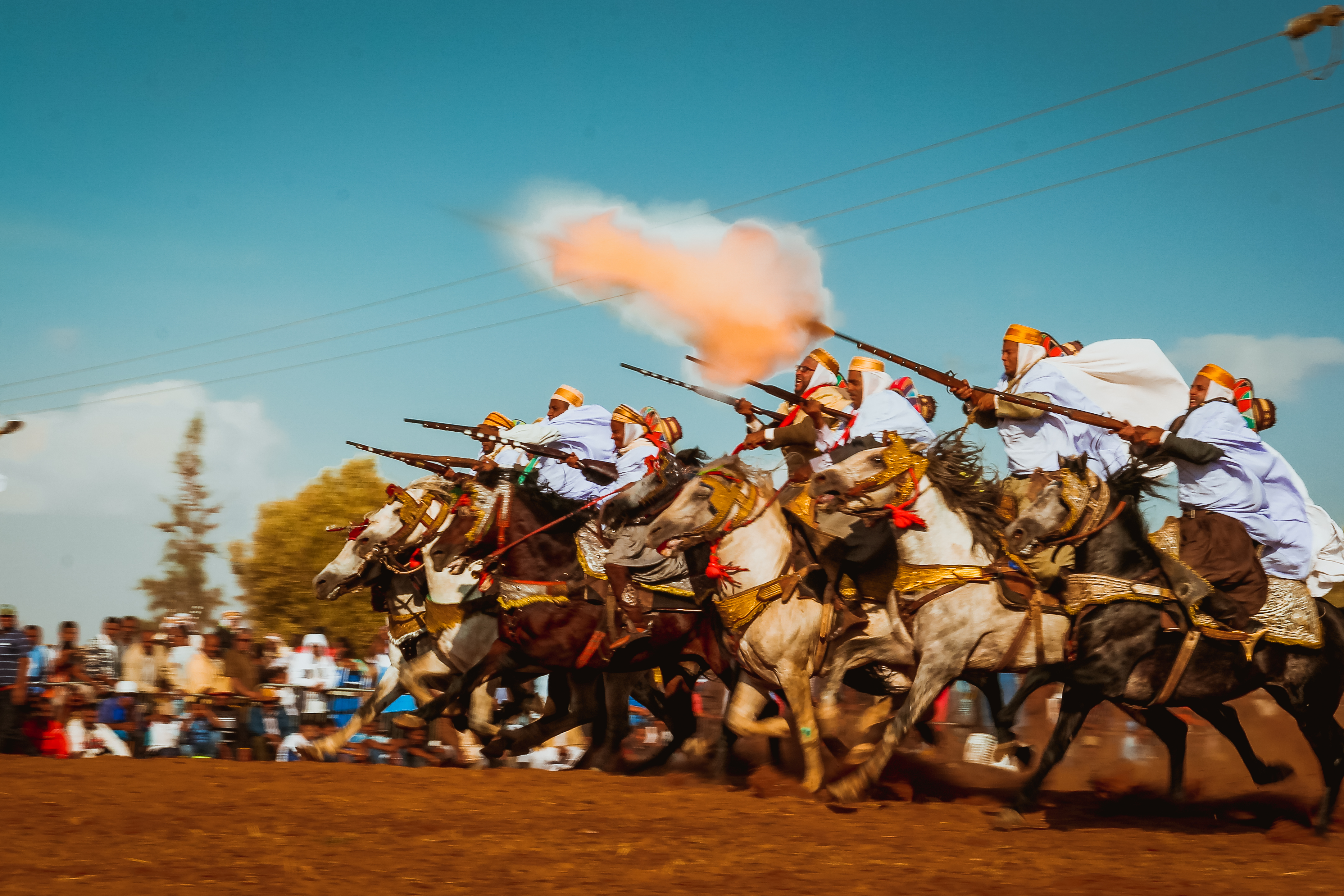
استعراض لعب البارود في عين تموشنت، الجزائر، 2016

في عقد 2000، عاودت الممارسة للانتعاش، بفضل مجموعة من المسابقات التي تنظمها، بصفة دورية وثابتة، رابطات برج بوعريريج وسعيدة ومعسكر وغليزان وسطيف والبيّض وورقلة ومستغانم ووهران، بتنسيق مع الولايات؛ والتي تنوعت بين المسابقات التنافسية الصرفة، والاستعراضات المرافقة لاحتفالات الأعياد الوطنية، ومناسبات «طعام» الأولياء وتخليد المعارك التاريخية إضافة للمناسبات الاجتماعية كتنشيط حفلات الزواج الجماعي.

### المغرب

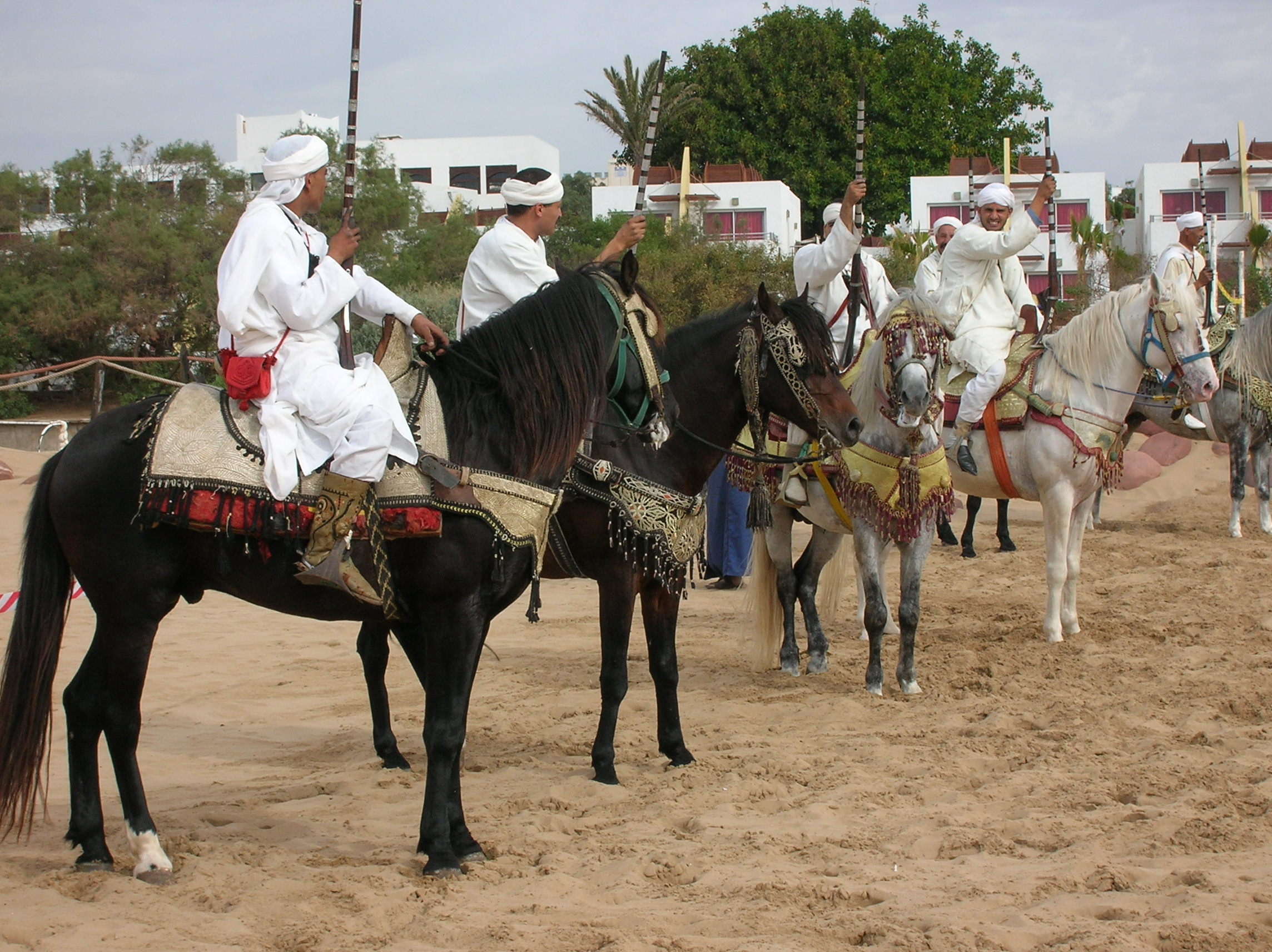
فرسان يستعدون لأداء تبوريدة في أكادير، المغرب عام 2005.

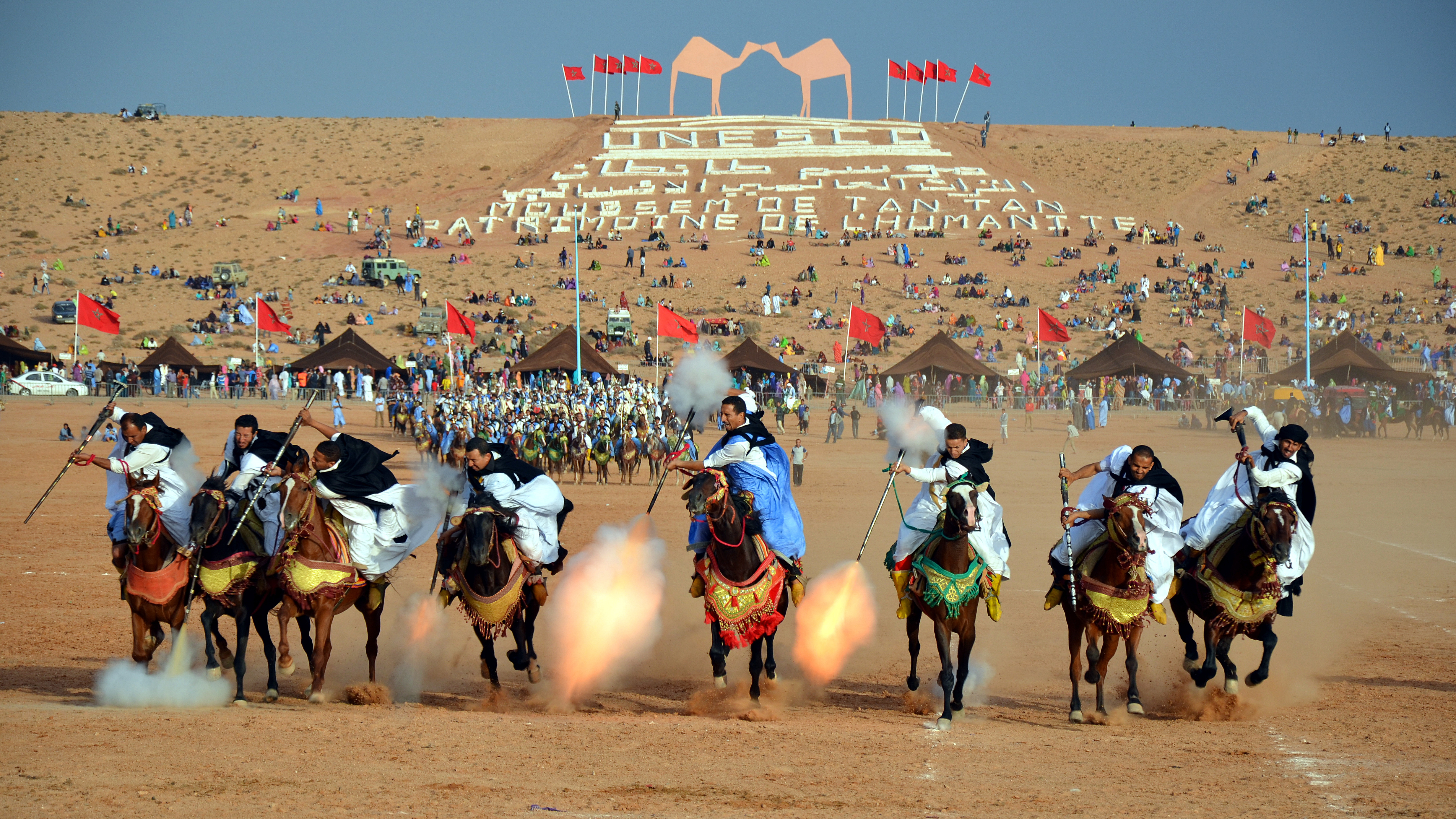
خيّالة من قبائل صحراوية في موسم طانطان، المغرب.

ممارسة التبوريدة في المغرب ارتبطت منذ قرون بالمواسم، وهي الاحتفالات والمهرجانات السنوية، المرتبطة بالمناسبات الدينية أو الزراعية، والتي يتجاوز عددها السبعمائة، عبر مجموع التراب المغربي. كانت التبوريدة، ولا تزال، الفرجة الرئيسية خلال المواسم، وفرضت نفسها منذ التسعينات، في المجال الرياضي، باعتمادها ضمن المسابقات الرسمية للجامعة الملكية المغربية لرياضات الفروسية، التي تدرجها ضمن الفنون الفروسية التقليدية. استأثرت التبوريدة بحوالي 15,100 حصانًا من مجموع الأحصنة البالغ 16,985 رأسًا الممارسة ضمن الأندية الأربعين المنضوية تحت لواء الجامعة في سنة 2013. يناهز عدد السربات (الفرق) الألف، وتنظم الجامعة سنويًا 15 مسابقة إقصائية جهوية (بمعدل مشاركة 400 فارس في كل مسابقة)، لتحديد المؤهلين لبطولة المغرب، التي وصلت لإصدارها الرابع عشر سنة 2013. فازت بنسخة 2013، سربة جهة الدار البيضاء الكبرى في فئة الكبار، وسربة جهة مكناس تافيلالت في صنف الشبان.
في سنة 2008، تم افتتاح المركب الملكي لرياضات الفروسية والتبوريدة دار السلام، والذي يضم مدرسة لتعليم فن التبوريدة، إضافة إلى محارف لإنتاج ألبسة الفرسان وعتاد الأحصنة. يحتضن المركب كل سنة منافسات البطولة الوطنية لفنون الفروسية التقليدية (التبوريدة)، في فئتي الكبار (ذكورًا وإناثًا) والشبان (في صنف الذكور فقط)، يعتمد تقييم استعراض كل سربة على المعيارين التاليين:
- الهدة (أو التسليمة أو التشويرة): تقييم أصالة الأحصنة، وأناقتها على مستوى العتاد والتسريج والتزيين، إضافة إلى معايير فرعية مرتبطة بمدى التزام السربة بالتقاليد الهندامية لمنطقتها وتناسق التصاف والخب قبل الانطلاق، ناهيك عن الحماسة البلاغية للمقدم وفعالية قيادته لسربته.
- التبوريدة: وتتمثل في ثلاث استعراضات هجومية متتالية (حركات، جمع حركة)، بمعايير تنقيط مواءمة حسب تقاليد منطقة كل سربة مشاركة. كل حركة تنقط وفق المعايير الفرعية لتناسق الانطلاق والتسارع وانسجام الفرسان في الحركات، ومزامنة إطلاق النار.

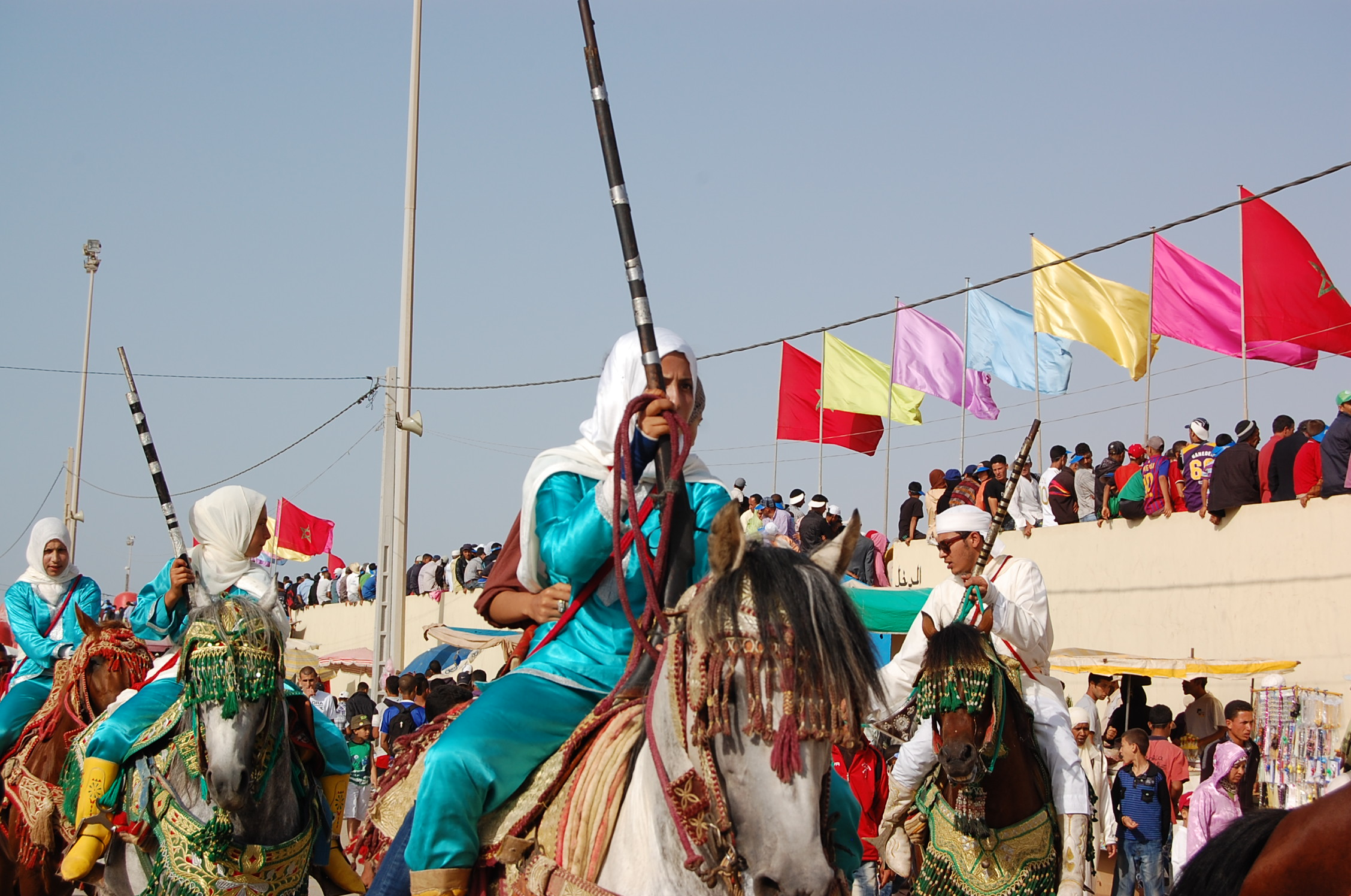
الصورة من موسم مولاي عبد الله بالمغرب سنة 2012، تمثل فرقة نسائية.

لم تعد التبوريدة حكرًا على الرجال بالمغرب، بل أصبحت تعرف مشاركة مهمة للعنصر النسوي والتي برزت منذ بداية عقد 2000، بتكوين أول فريق نسوي في فن التبوريدة والذي حمل اسم فريق السلام نسبة لدار السلام ، وازداد اهتمام نساء المغرب بالمشاركة في هذا الفن خاصة في العقد المنصرم. بدأ الاحتكاك بانضمام بعض الفارسات إلى عدة فرق وانتهى بتشكيل فرق نسائية حيث يكون القائد فارسة.
بعد تقديم المغرب طلبه لإدراج الفروسية ضمن اللائحة التمثيلية للتراث الثقافي غير المادي بالمغرب سنة 2019، ردت منظمة الأمم المتحدة للتربية والعلم والثقافة سنة 2021 على هذا الطلب بالتأكيد على أصالة الطابع الشعبي الثقافي لفن التبوريدة بالمغرب. فيما كتب الوفد المغربي الدائم لدى اليونسكو في تغريدة «إنه اعتراف بتراث حضاري عربي-أمازيغي (بربري) فريد من نوعه في العالم» .

### بلجيكا
قامت الجمعية البلجيكية للحصان البربري بوضع نظام لفروسية البارود حسب نوعين رئيسيين، التمراد والقلبة، قاسمهما المشترك هو مزامنة إطلاق البارود، بتوجيه من مقدم السربة.
- التمراد: يتمثل في اصطفاف الفرسان خطيًا، تليه انطلاقة بدفعة واحدة، بمجرد إشارة المقدم. خصوصية الصنف هو الركض المتراص للأحصنة، قبل الإطلاق النهائي للبارود، الذي يجب أن يكون متزامنا، بمجرد إشارة المقدم.
- القلبة: وهو الصنف الأصعب، ويتميز بركض خفيف للأحصنة، في بدايته، دون ضرورة الالتزام بنظام معين، يتبعه تحويل مفاجئ بانقلاب الفرسان على أعقابهم، واستهلالهم لركض متسارع، يؤولون خلاله لنسق التمراد قبل إطلاق النار. وتكون هذه المراحل موقوتة بإشارات المقدم.[102]

## امتدادات ثقافية

### الفانتازيا في الفن التشكيلي
شهد القرن التاسع عشر تنامي شعبية موضوعات الاستشراق في المشهد الأدبي والفني الأوروبي، وكان موضوع الفنتازيا وتصوير فروسية البارود، إحدى التيمات المفضلة لرسامي تلك الفترة.
أوجين دولاكروا

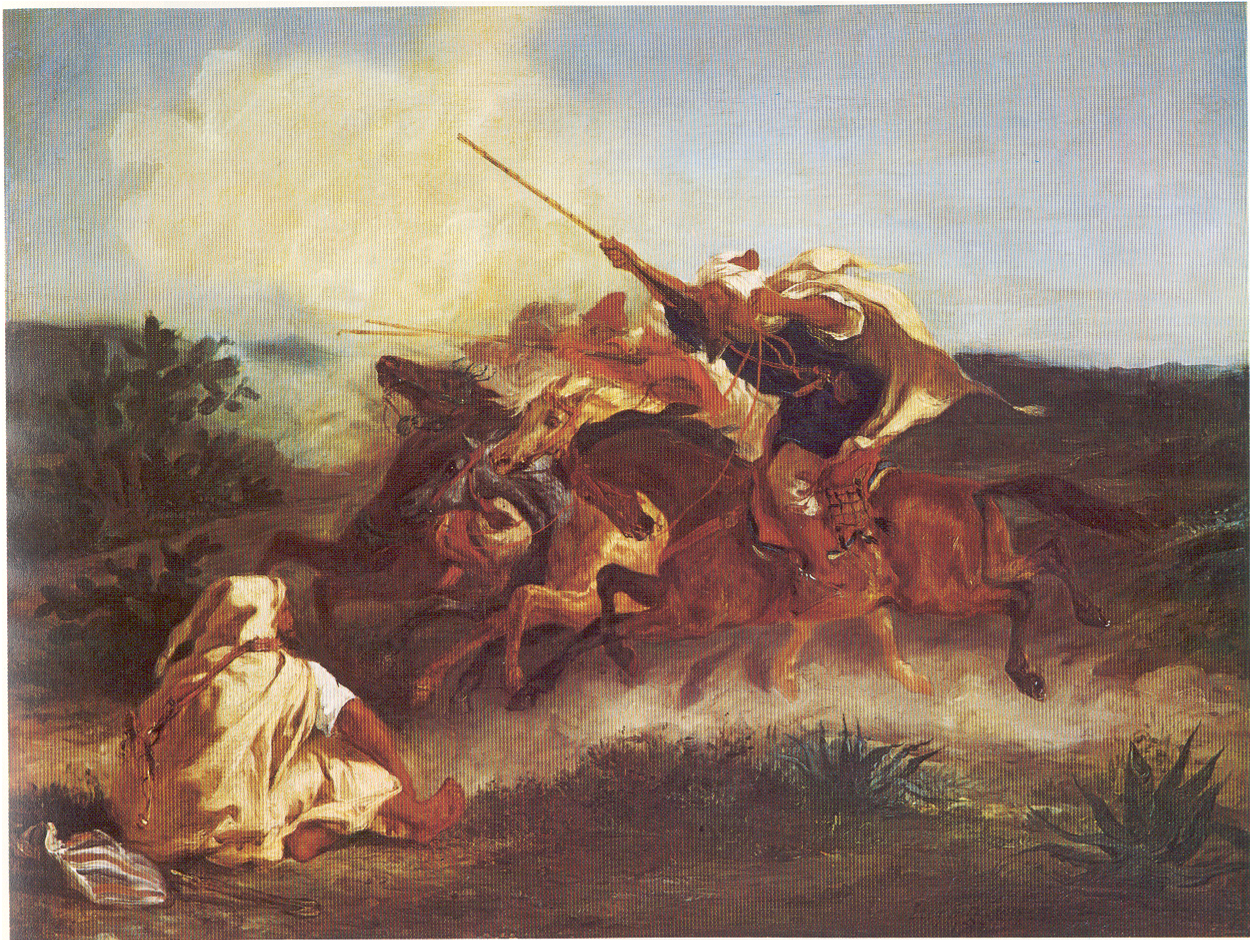
، أوجين ديلاكروا، 1833.

يعتبر أوجين ديلاكروا أول فنان تشكيلي اهتم بتيمة الفنتازيا، التي كانت موضوعًا للعديد من لوحاته، بين سنتي 1833 و1847. استلهم ديلاكروا أعماله من تدوينات رحلته المغربية لسنة 1832، وخصوصًا في سيدي قاسم والقصر الكبير ومكناس، التي شهد فيها استعراضات تبوريدة. قارب ديلاكروا الفنتازيا بأسلوب الرسم التاريخي والحربي، مركزًا على الألوان القوية لإظهار جمالية حركية الأحصنة، كما في لوحة فنتازيا (1832)، كما تثمين أبعاد التناسق والحركية والسياق الحربي، ويتجلى ذلك بالخصوص في لوحات: مناورات عسكرية مغربية (المسماة أيضا فنتازيا مغربية)، وفانتازيا (1832).

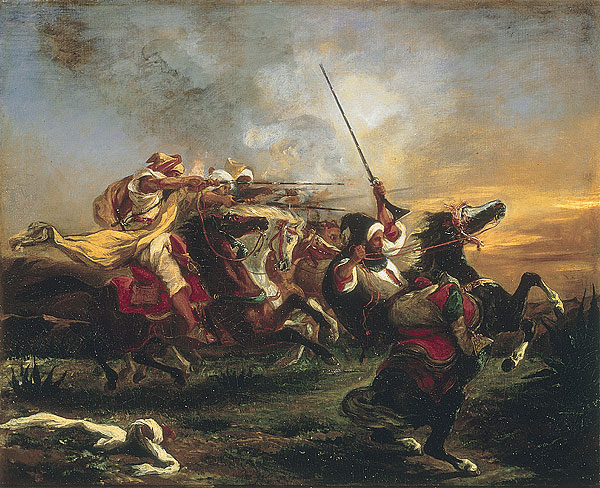
أو لأوجين ديلاكروا.

وطأت أقدام ديلاكروا أرض المغرب في 25 يناير 1832. ولم تكد ثلاثة شهور تمضي على وصوله حتى صار متيمًا بأرضها حتى أنه أرسل إلى شقيقه خطابًا قال له فيه: «وداعًا، أخي الطبيب، الإفريقي يُرسل لك محبته...» قضى ديلاكروا ستة أشهر في المغرب كان إنتاجه فيها من اللوحات غزيرًا. كانت تلك اللوحات تمثل الروح العربية والبيئة العربية الثائرة. وفي تلك الأشهر الست غدت المغرب جزءًا من حياة دولاكروا فنجده قد تسلح بفرشاته لجمع وتسجيل كل ما وقعت عليه عيناه من ألوان وأزياء واحتفالات ومناظر طبيعية بتفاصيلها الدقيقة. وبرع ديلاكروا في تصوير العلاقة الحميمية بين العربي وحصانه. ولكن ككل الأشخاص المفرطين في الرومانسية سرعان ما تحول موقف ديلاكروا إلى النقيض فمل الحياة في المغرب وبدأ يُفكر في العودة إلى فرنسا. ظن ديلاكروا أن بعودته إلى فرنسا تصبح لوحاته كجذور الأشجار المنزوعة من تربتها فما أن يبتعد بها عن المغرب حتى تفقد معناها وتبدو مجرد رسوم وألوان لا تحمل في طياتها روح إفريقيا. ولكن مخاوف ديلاكروا ذهبت أدراج الرياح، فسرعان ما أصبحت مجموعة اللوحات التي سجلتها ريشة الفنان، والتي تُعد المائة لوحة، تعبيرًا عن الكيفية التي ينظر بها العربي إلى الخيول وإلى حياته. لم يكن ديلاكروا مدربًا للخيول ولا فارساً ولكنه كان ينظر إلى الخيل من وجهة نظر العرب إليها، فهم يعتبرونها فردًا من العائلة ولها بالنسبة لهم دلالات روحانية ودينية عديدة، لذلك استطاع ديلاكروا التعبير عن الأبعاد العميقة لمعنى الخيول في حياة العرب وبذلك اختلف تصويره للبيئة العربية عمن سبقه ممن حاول تصوير تلك العلاقة بين العربي وحصانه.
أوجين فرومنتان

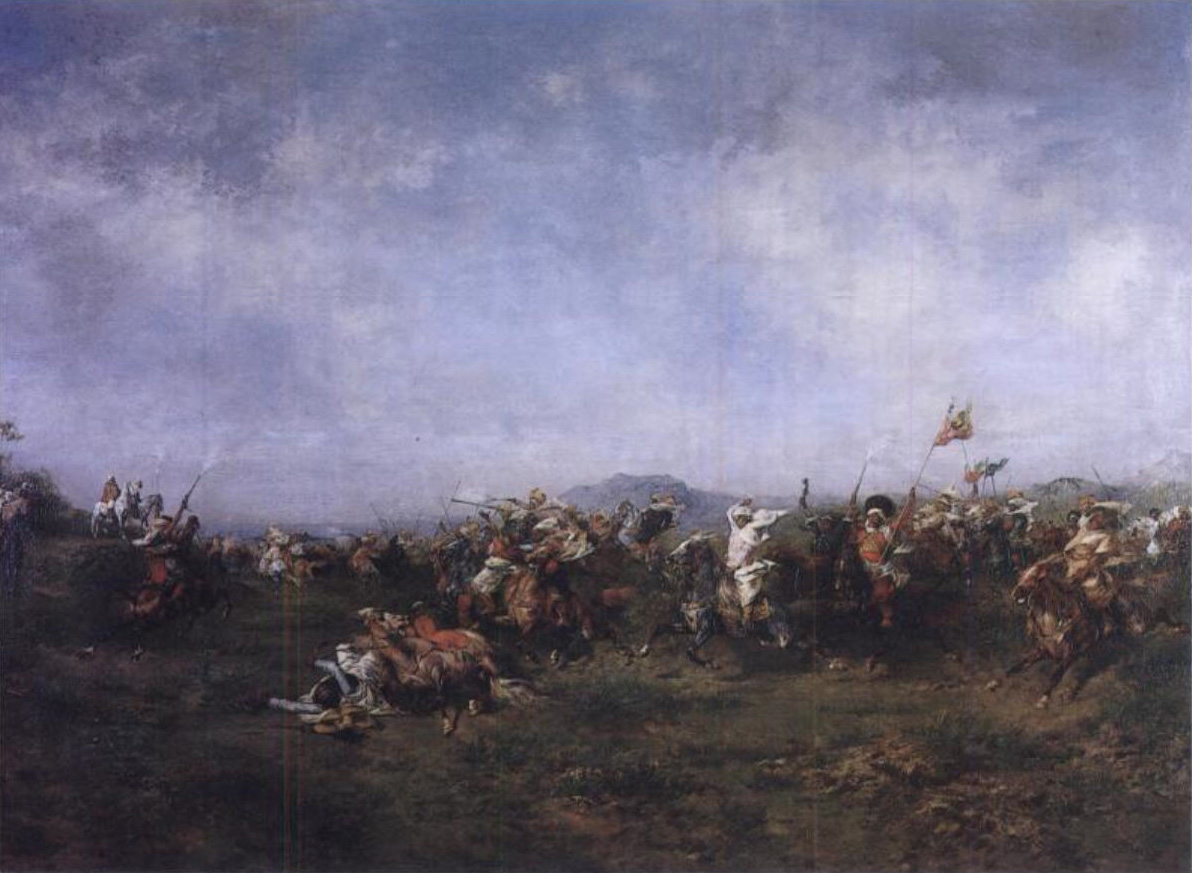
لأوجين فرومنتان، 1869.

يعتبر الرسام والأديب أوجين فرومنتان، تلميذا لديلاكروا، في تناول موضوع الفنتازيا، تشكيليًا؛ إلا أنه بخلاف ديلاكروا الذي كان يرجح بعد الحركة في أعماله، ركز فرومنتان أكثر على الاستحضار المكاني للأجواء المحيطة بالاستعراضات. في كتابه «سنة في منطقة الساحل»، يدعو فرومنتان قراءه لاستحضار وتخيل الجماليات الرفيعة للفنتازيا، «بكل ما فيها من فوضى وتهور، وسرعة معجزة وألوانها الصارخة التي تؤجج أشعة الشمس لمعانها»؛ يصف فرومنتان في كتابه، تداخل الصيحات الحماسية للفرسان بزغاريد النساء ووقع حوافر الجياد المرهب، مما ينتج سياقًا صوتيًا فريدًا يضفي جمالية على الاستعراض.
في نفس الكتاب، دعا فرومنتان ديلاكروا لأن يدمج المقاربة الفنية السالفة في أعماله، معتبرًا إياه الرسام الوحيد القادر على إسقاط الفنتازيا تشكيليًا، وبأنه من يملك أعلى درجات الخيال والجرأة الفنيين لتصوير هذا الموضوع، خصوصًا وأنه، حسب فرومنتان، أفضل من عاين وأدرك، بعمق، مكنون الفنتازيا. لم يستجب ديلاكروا لدعوة فرومنتان، مما دفع الأخير لأن يجسد بنفسه مقاربته الشخصية الفنية، والتي تجلت في لوحة فانتازيا: الجزائر (1869)، والمعروضة، حاليًا، في متحف سانت كروا في بواتييه.

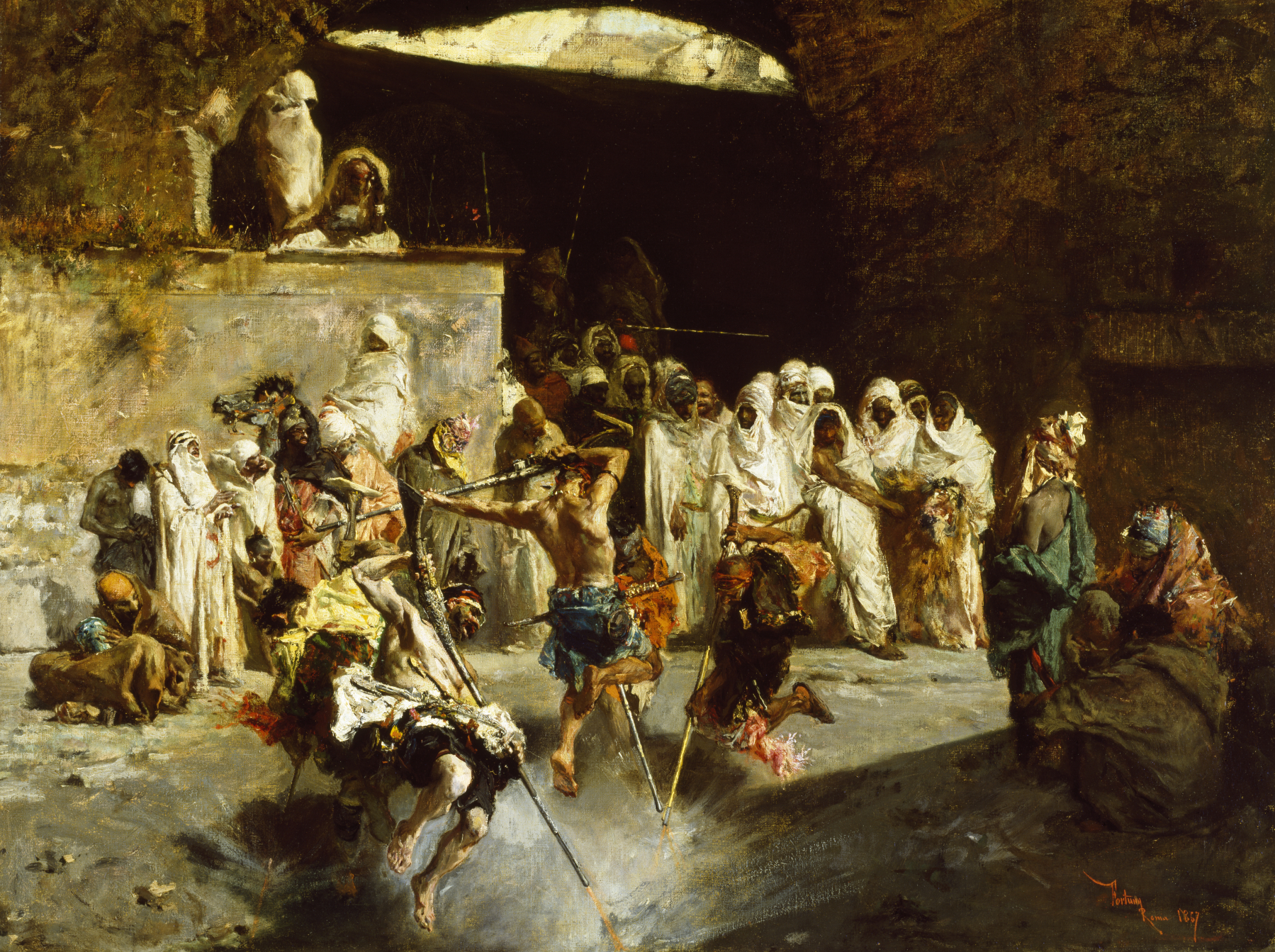
لماريانو فورتوني (1867).

في عام 1846، قام فرومنتان، برفقة عدد من أترابه، برحلة إلى الصحراء الجزائرية. ووقع تحت سحر الصحراء. فكان فرومنتان واحدًا من أوائل الوصافين التصويريين في الجزائر. ولما كان قادرًا في سن مبكرة أن يزور الأرض والشعب الذي استوحى منه معظم أعماله، وأن يختزن ذكرياته وصوره بالتفاصيل التصويرية والوصفية للحياة في شمال إفريقيا، فقد حصل في سنة 1849 على وسام من المرتبة الثانية. فرجع إلى الجزائر مرة ثانية، وأقام فيها قرابة سنة كاملة 1847-1848، وفي 1852 قام بزيارة ثالثة للجزائر، مصاحبًا بعثة تنقيب عن الآثار، وفيها أكمل دراسته الدقيقة لمناظر البلد وعادات شعبه، الأمر الذي مكنه من أن يعطي عمله دقة واقعية تأتي من المعرفة اللصيقة. كما زار مصر. وقد رسم في هذه الرحلات عددًا كبيرًا من اللوحات ذات الموضوعات الاستشراقية الفجّة (أحصنة تعدو، جاريات جميلات، شيوخ قبائل...)، كما جمع فيها كثيرًا من الانطباعات، نشرها في ثلاثة مجلدات: «صيف في الصحراء الكبرى» عام 1857، «عام في منطقة الساحل» عام 1859، «انطباعات من رحلة إلى مصر» عام 1881. وكما هي الحال لدى غالبية كتاب الرحلات الأوربيين يضيف فرومنتان إلى الوصف الظاهري للمناطق التي زارها والشعوب التي قابلها أحكام قيّمة مبنية على معايير مركزية أوروبية، وهذا ما يجعله يقول مثلاً: «إن العرب هم الشعب الوحيد الذي استطاع الاحتفاظ بكبريائه لأنه عرف كيف يبقى بسيطًا في حياته وتقاليده وأسفاره وسط الشعوب الأخرى المتمدنة».
فنانون آخرون
في سنة 1867، رسم الفنان ماريانو فورتوني لوحة فانتازيا عربية، والتي تعتبر فريدة بين التمثيلات التشكيلية للفنتازيا، لابتعادها عن موضوع فروسية البارود، لفائدة لعب البارود الصرف (دون فرسان). تمثل اللوحة مسلحين مغاربة، يطلقون البارود، راجلين، نحو الأرض. تتجلى جمالية اللوحة في اشتداد الإضاءة في مجال الموضوع الرئيسي (المستعرضين)، والتي تسهب في إبراز تفاصيلهم وألوانهم، في تناقض درامي مع محيطهم، وخلفية اللوحة، المتسمين بالضبابية وخفوت الإضاءة.
أما الرسام الألماني أوتو فون فابر دو فاور، المشهور كرسام معارك، فقد رسم سنة 1885 لوحة فنتازيا عند التقاء قبيلتين، والتي استلهمها من سفر قاده سنة 1883 إلى المغرب، انجذب خلاله للإضاءة الطبيعية للشمس الأفريقية، وبعوالم الصحراء والبدو الرحل والفروسية.
امتد الاهتمام بموضوع الفروسية إلى العديد من الرسامين الآخرين، خلال القرن 19، وتزايدت أهمية هذا الصنف التشكيلي، في فرنسا خصوصًا، مع بداية التغلغل الاستعماري الفرنسي في إفريقيا.

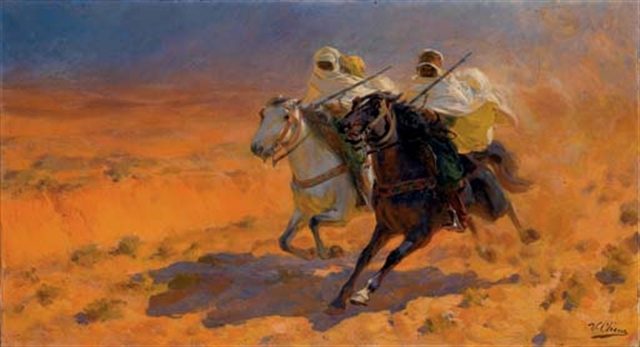
فانتازيا؛ تشيكا إي سانث أولبيانو (1860-1916).
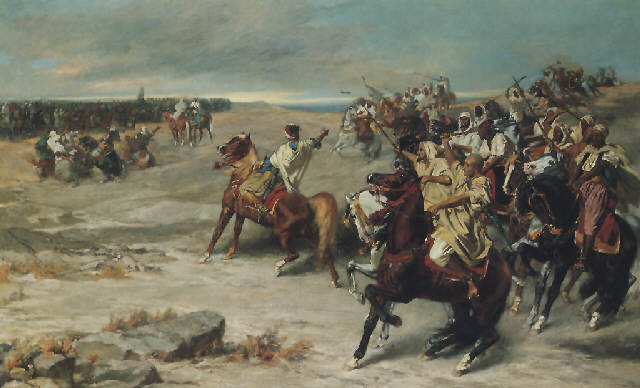
فانتازيا؛ أوتو فون فابر دو فاور (1833).
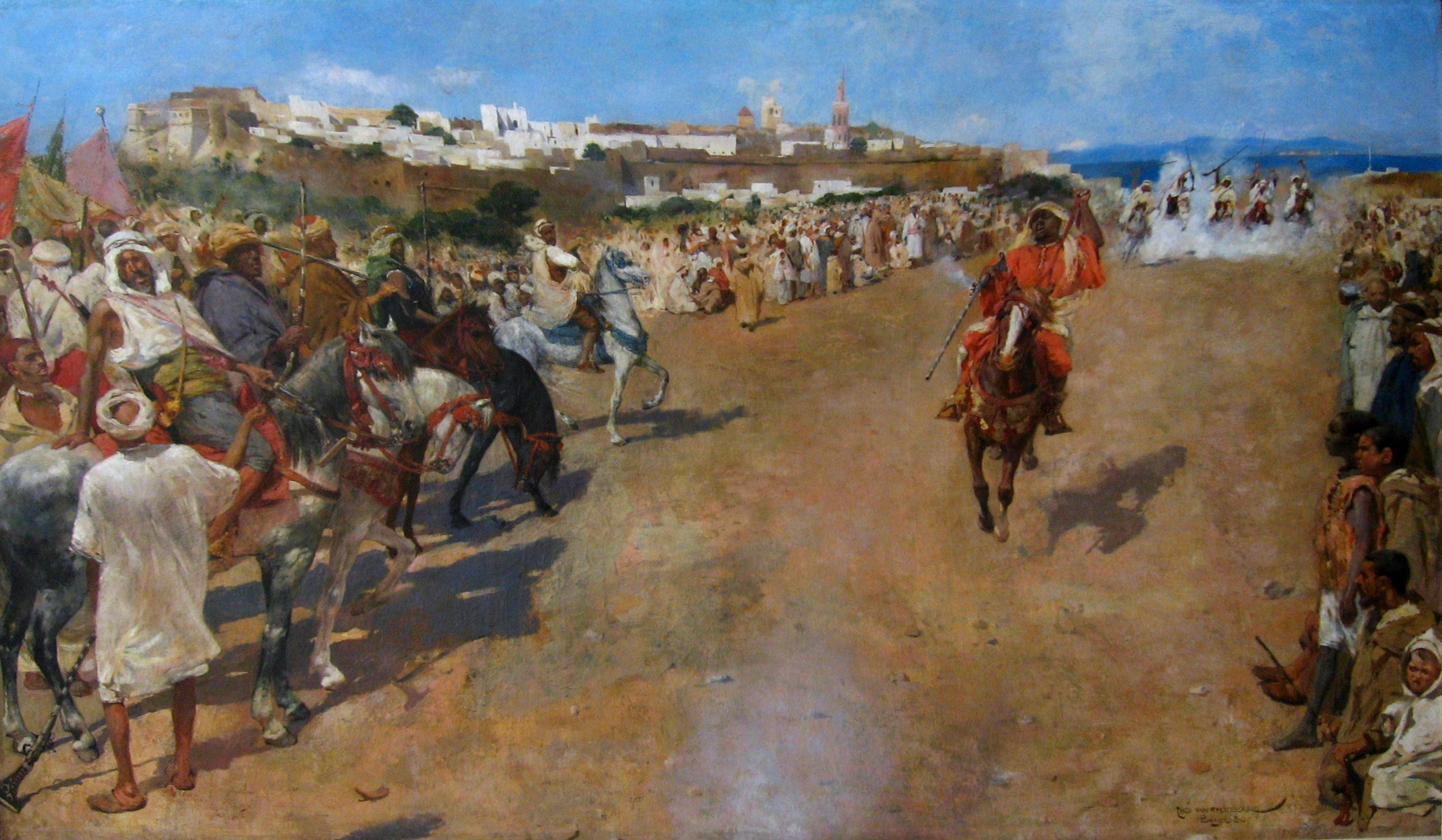
فانتازيا عربية لثيو فان ريسلبيرغ (1884).
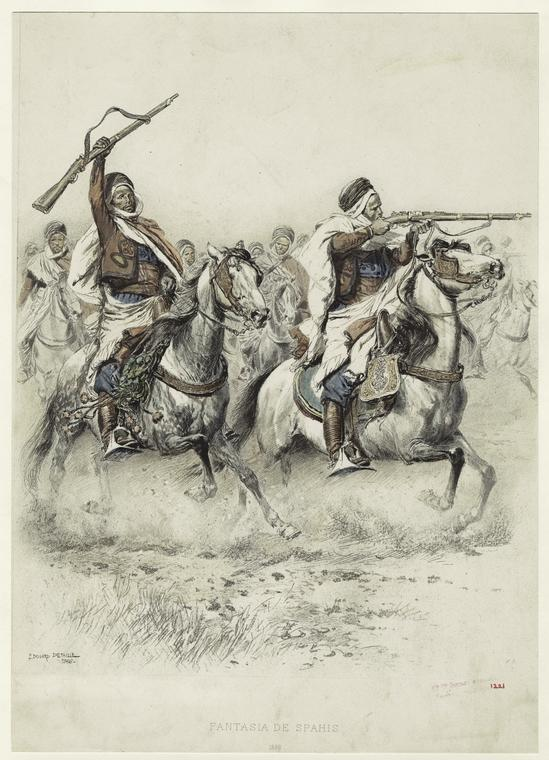
فنتازيا الصبايحية لإدوارد ديتاي (1884).

### تلفزيون الواقع
في شتنبر 2013، قامت قناة ميدي 1 المغربية، بإطلاق أولى مواسم برنامج تلفزيون الواقع حول التبوريدة. فكرة البرنامج هي إعداد سبعة شبان وشابات لتشكيل سربة ناجحة، في فترة ثمانية أسابيع. يتم اختيار المشاركين، بين الشباب ذوي الوضعية الصعبة، والهدف هو إعادة إدماجهم في المجتمع، عبر استلهام قيم الانضباط والعمل الجماعي المميزة لفن الفروسية التقليدية.